# Bentley Flying Spur
Bentley Flying Spur — престижні седани британської компанії Bentley, концерну Volkswagen AG, що вперше представлені на Женевському автосалоні на початку березня 2013 року і прийшли на заміну Bentley Continental Flying Spur. Назва "Flying Spur" в перекладі означає летюча шпора.

## Перше покоління (2013-2019)

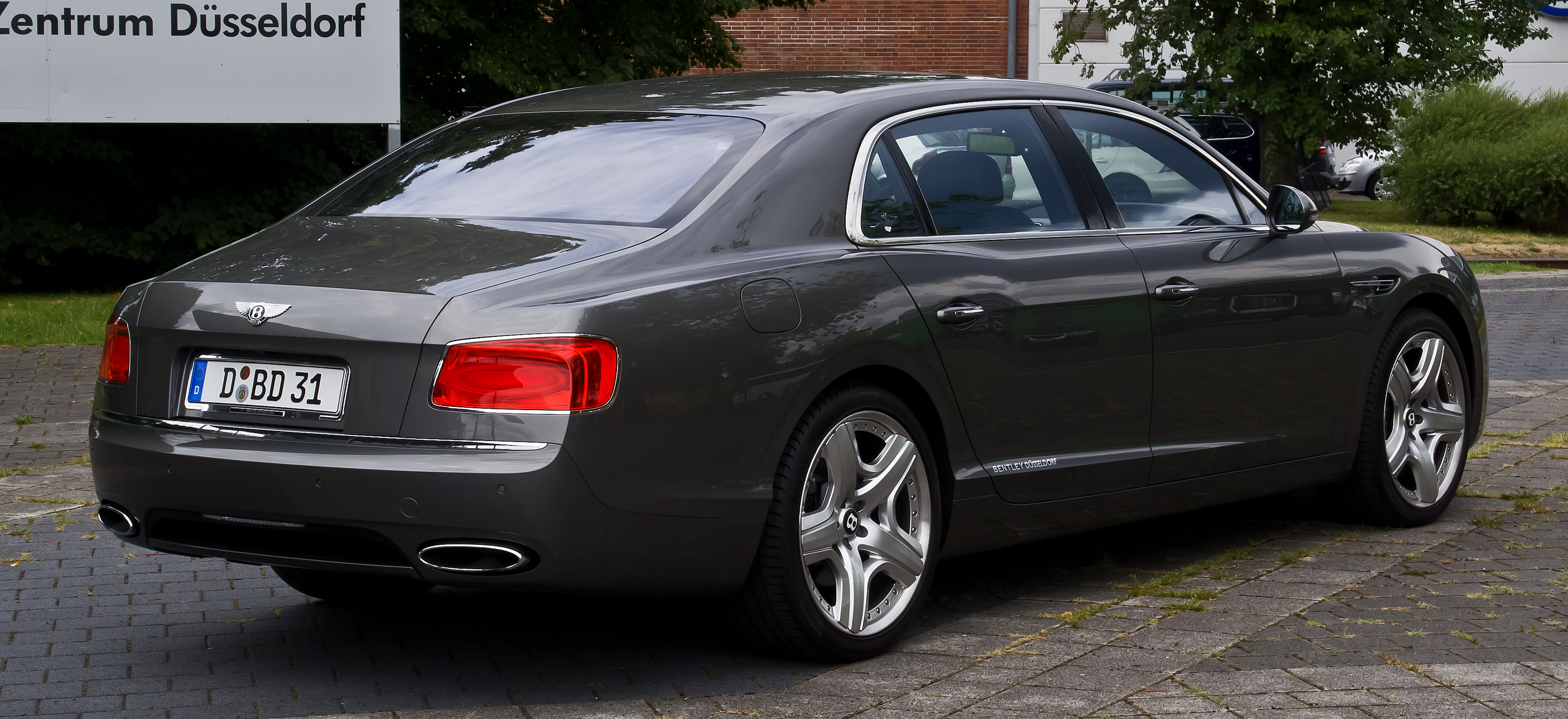
Bentley Flying Spur

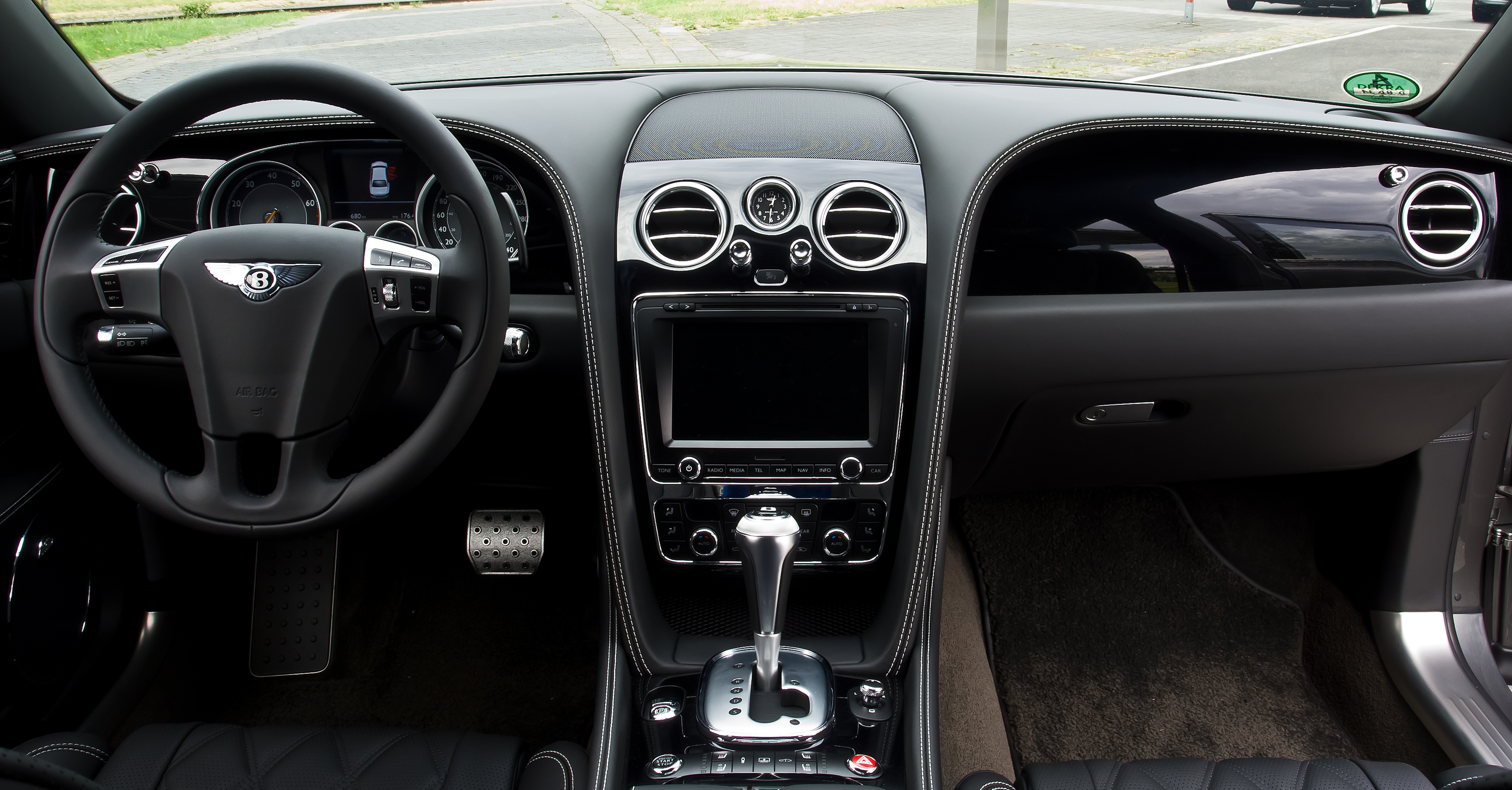
Салон Bentley Flying Spur

Коефіцієнт аеродинамічного опору автомобіля становить 0,29. Автомобіль комплектується 6,0-літровим бензиновим двигуном W12 твін-турбо потужністю 625 к.с. (460 кВт), крутним моментом 800 Нм.
У процесі редизайну до 2016 року автомобіль став більш «м'язистим» і струнким, що особливо помітно по задній частині. Кришка багажника виконана з композитного матеріалу, а передні крила і капот з алюмінію, завдяки чому кузов став більш обтічним. Тепер габарити автомобіля рівні: довжина–5295 мм, ширина–1976 мм, висота–1488 мм, і колісна база–3065 мм. Спереду седан прикрашений класичною масивною решіткою радіатора і біксеноновимі фарами головного світла. Bentley Flying Spur комплектується 21-дюймовими шинами Pirelli. 
Салон Flying Spur може з комфортом розмістити 4-5 чоловік. В оформленні інтер'єру використовуються тільки високоякісні матеріали типу натуральної шкіри (12 видів) і полірованого дерева (7 варіантів). Сидіння автомобіля декоровані фігурною ромбоподібною строчкою і забезпечують чудову поперекову і бічну підтримку в 14 положеннях. У базовій комплектації салон Flying Spur оснащується: сенсорним екраном мультимедійної системи, інформаційно-розважальною системою для пасажирів задніх сидінь і восьмиканальною аудіосистемою. Обсяг багажника становить 442 літрів. 
Bentley Flying Spur може оснащуватися двома видами двигунів на вибір: 4,0-літровим 8-циліндровим мотором з подвійним турбонаддувом. Такий двигун розганяє автомобіль з 0 до 100 км/год за 4,9 секунд. Другим видом двигуна є 6,0-літровий 12-циліндровий мотор, потужністю 616 кінських сил. Такий силовий агрегат працює в парі з 8-ступінчастою автоматичною коробкою передач і передає зусилля на всі колеса. 6,0-літровий мотор розганяє автомобіль до 100 км/год за 4,3 секунди. 

### Двигуни
- 4.0 L V8 507/528 к.с.
- 6.0 L W12 625/635 к.с.

## Друге покоління (з 2019)

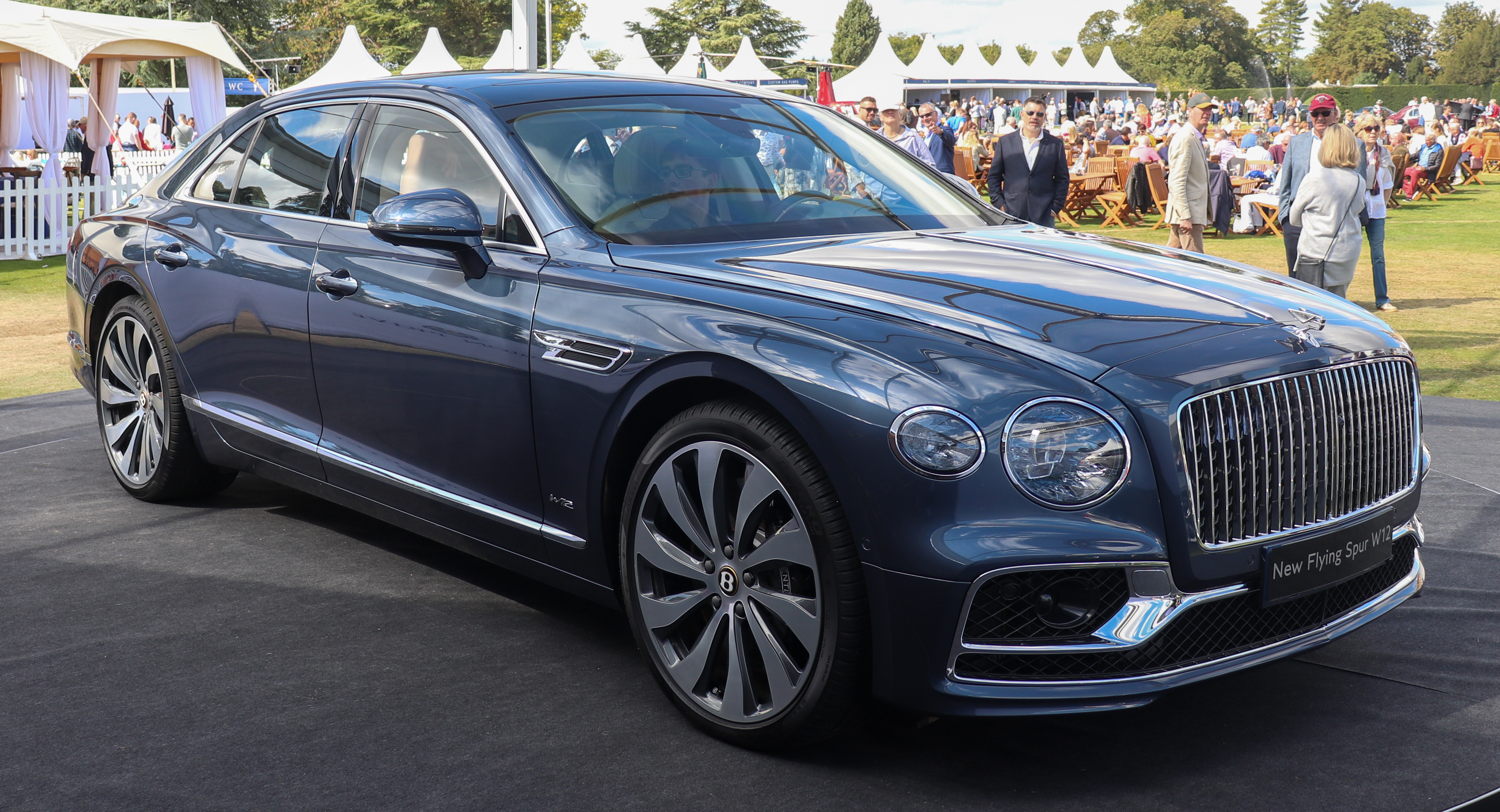
Bentley Flying Spur W12 (з 2019)

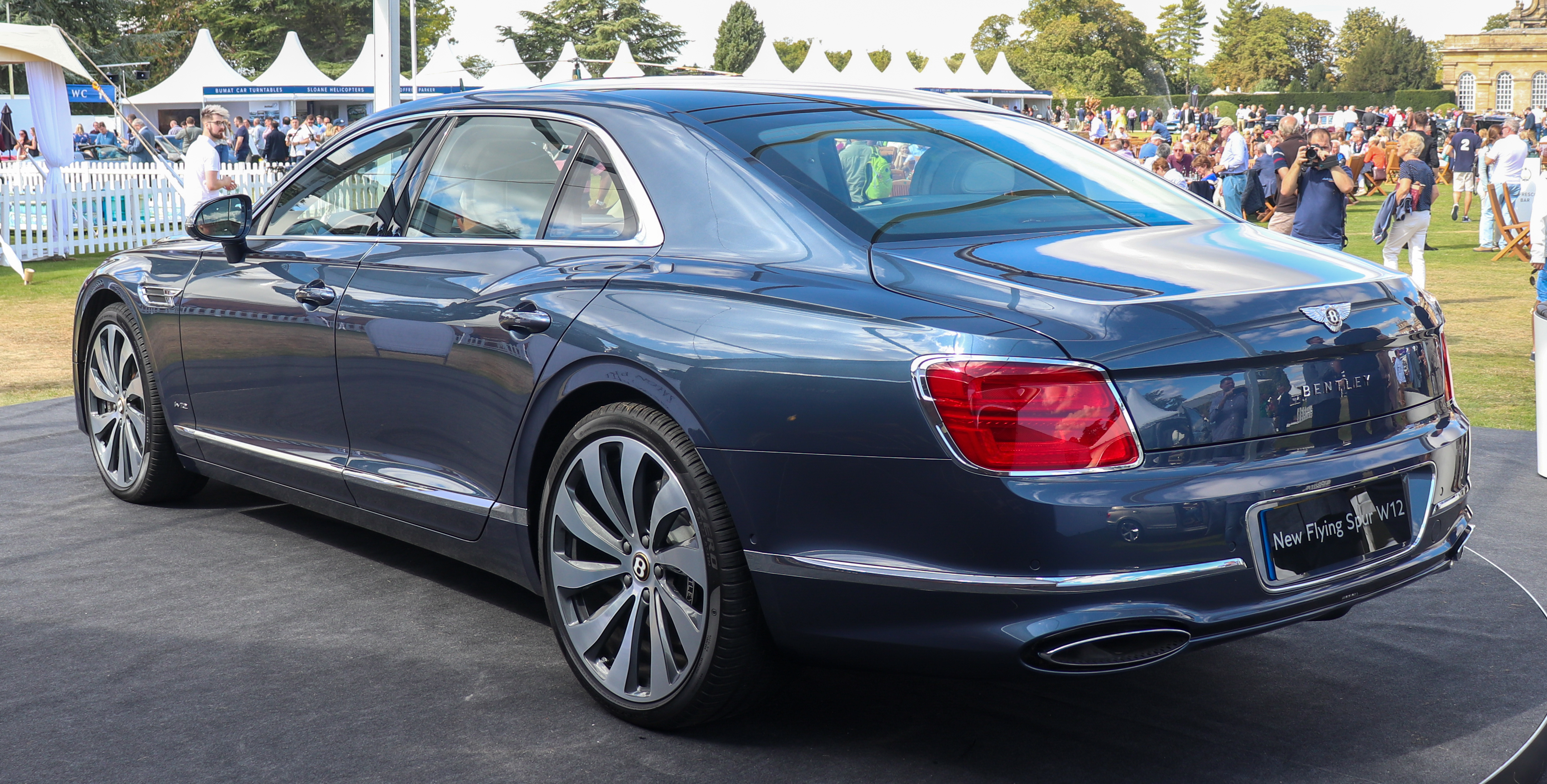

11 червня 2019 року Bentley представила друге покоління Flying Spur. Перші моделі поставлені клієнтам на початку 2020 року.
Автомобіль збудовано на тій же повноприводній платформі MSB, що й Porsche Panamera. Він приводиться в рух двигуном 6.0 L W12 потужністю 635 к.с. В жовтні 2020 року представлено модифікацію із твін-турбо двигуном V8 потужністю 542 к.с.
Flying Spur став єдиною моделлю седана Bentley, оскільки виробництво Mulsanne закінчилося у другому кварталі 2020 року без прямого наступника.

### Двигуни
- 2.9 L V6 turbo PHEV 544 к.с. 750 Нм
- 4.0 L V8 twin-turbo 550 к.с. 770 Нм
- 6.0 L W12 twin-turbo 635 к.с. 900 Нм